# Caledonia (chanson)
Pour les articles homonymes, voir Caledonia (homonymie).
Ne doit pas être confondu avec la chanson Caldonia.
Caledonia est une ballade folk écossaise moderne écrite par Dougie MacLean (en) en 1977. Le refrain de la chanson comporte les paroles « Caledonia, you're calling me, and now I'm going home », en français : Caledonia, tu m'appelles, et maintenant je rentre chez moi. Le terme Caledonia est un mot latin désignant l'Écosse. La chanson a été reprise par divers artistes et est souvent surnommée « l'hymne national non officiel » de l'Écosse,,.